# ジョーダン・ウォーカー
ジョーダン・アレクサンダー・ウォーカー（Jordan Alexander Walker, 2002年5月22日 - ）は、 アメリカ合衆国ジョージア州ディカーブ郡ストーンマウンテン出身のプロ野球選手（内野手、外野手）。右投右打。MLBのセントルイス・カージナルス所属。

## 経歴
2020年のMLBドラフト1巡目（全体21位）でセントルイス・カージナルスから指名され、予定していたデューク大学への進学を取りやめプロ入り。この年は新型コロナウイルスの影響でマイナーリーグの試合が開催されなかったため、公式戦への出場は無かった。
2021年に傘下のA-級パームビーチ・カージナルスでプロデビューし、シーズン途中にA+級ピオリア・チーフスへ昇格。2チーム合計で82試合に出場して打率.317、14本塁打、48打点の成績を記録した。
2022年はAA級スプリングフィールド・カージナルスで119試合に出場して打率.306、19本塁打、68打点の成績を記録し、シーズン途中にはオールスター・フューチャーズゲームに選出された。
2023年は開幕ロースター入りを果たし、3月30日のトロント・ブルージェイズとのシーズン開幕戦にて「8番・右翼手」として先発出場した。この試合の第1打席にてアレク・マノアからメジャー初安打となる中前安打を記録した。その後、4月12日のコロラド・ロッキーズ戦まで12試合連続で安打を放った。「メジャーデビューから12試合連続安打」という記録は、1900年以降の近代メジャーにおける21歳未満の選手としては1912年のエディ・マーフィー (野球)（フィラデルフィア・アスレチックス）以来111年ぶりとなる快挙であった。

## 選手としての特徴
アルバート・プホルスと比較される超有望株。
恵まれた体格から生み出すパワーと強肩が売り。一方で打席でのコンタクト能力が課題とされている。

## 詳細情報

### 年度別打撃成績
| 年 度    | 球 団    | 試 合 | 打 席 | 打 数 | 得 点 | 安 打 | 二 塁 打 | 三 塁 打 | 本 塁 打 | 塁 打 | 打 点 | 盗 塁 | 盗 塁 死 | 犠 打 | 犠 飛 | 四 球 | 敬 遠 | 死 球 | 三 振 | 併 殺 打 | 打 率 | 出 塁 率 | 長 打 率 | O P S |
| -------- | -------- | ----- | ----- | ----- | ----- | ----- | -------- | -------- | -------- | ----- | ----- | ----- | -------- | ----- | ----- | ----- | ----- | ----- | ----- | -------- | ----- | -------- | -------- | ----- |
| 2023     | STL      | 117   | 465   | 420   | 51    | 116   | 19       | 2        | 16       | 187   | 51    | 7     | 4        | 0     | 2     | 37    | 0     | 6     | 104   | 9        | .276  | .342     | .445     | .787  |
| 2024     | STL      | 51    | 178   | 164   | 16    | 33    | 10       | 1        | 5        | 60    | 20    | 1     | 0        | 0     | 2     | 10    | 0     | 2     | 50    | 4        | .201  | .253     | .366     | .619  |
| MLB：2年 | MLB：2年 | 168   | 643   | 584   | 67    | 149   | 29       | 3        | 21       | 247   | 71    | 8     | 4        | 0     | 4     | 47    | 0     | 8     | 154   | 13       | .255  | .317     | .423     | .740  |

- 2024年度シーズン終了時

### 年度別守備成績
| 年 度 | 球 団 | 左翼（LF） | 左翼（LF） | 左翼（LF） | 左翼（LF） | 左翼（LF） | 左翼（LF） | 右翼（RF） | 右翼（RF） | 右翼（RF） | 右翼（RF） | 右翼（RF） | 右翼（RF） |
| 年 度 | 球 団 | 試 合      | 刺 殺      | 補 殺      | 失 策      | 併 殺      | 守 備 率   | 試 合      | 刺 殺      | 補 殺      | 失 策      | 併 殺      | 守 備 率   |
| ----- | ----- | ---------- | ---------- | ---------- | ---------- | ---------- | ---------- | ---------- | ---------- | ---------- | ---------- | ---------- | ---------- |
| 2023  | STL   | 19         | 28         | 2          | 1          | 0          | .968       | 93         | 160        | 6          | 4          | 0          | .976       |
| 2024  | STL   | -          | -          | -          | -          | -          | -          | 48         | 64         | 2          | 1          | 1          | .985       |
| MLB   | MLB   | 19         | 28         | 2          | 1          | 0          | .968       | 141        | 224        | 8          | 5          | 1          | .979       |

- 2024年度シーズン終了時

### 記録
MiLB
- オールスター・フューチャーズゲーム選出：1回（2022年）

### 背番号
- 18（2023年 - ）